# サム・テイラー＝ジョンソン
サム・テイラー＝ジョンソン（Samantha "Sam" Taylor-Johnson、1967年3月4日 - ）は、イギリスの映画監督、写真家。

## 略歴
ロンドン大学ゴールドスミス・カレッジ卒。
2012年に再婚した23歳年下の俳優のアーロン・テイラー＝ジョンソンとの間に42歳で3子、45歳で4子を出産。
乳がんと大腸癌を克服している。

## フィルモグラフィー

### 映画
- ノーウェアボーイ ひとりぼっちのあいつ Nowhere Boy （2009年）　サム・テイラー＝ウッド名義
- フィフティ・シェイズ・オブ・グレイ Fifty Shades of Grey （2015年）
- ア・ミリオン・リトル・ピーシズ A Million Little Pieces （2018年）
- Back to Black エイミーのすべて（英語版） Back to Black (2024年)

## 関連文献
- White Cube Biography
- BBC Collective Sam Taylor-Wood video interview about her show Still Lives at Baltic, plus a gallery of images
- Sam Taylor-Wood on artnet